# 中国光学学会
中国光学学会（英語：The Chinese Optical Society），是由中华人民共和国光学与光学工程等领域科技工作者组成的学术组织，隶属于中国科学技术协会。

## 概况
中国光学学会成立于1979年，现拥有会员15000余人，22个专业委员会和8个工作委员会，1987年起成为国际光学委员会成员。2015年起设置会士制度（英文名称为 COS Fellow），表彰对光学和光学工程发展及学会工作做出卓越贡献的杰出会员。

## 历届理事长
- 第一届：王大珩
- 第二届：王大珩
- 第三届：王大珩
- 第四届：母国光
- 第五届：母国光
- 第六届：周炳琨
- 第七届：周炳琨（后由郭光灿接任）
- 第八届：龚旗煌[3]

## 出版物
期刊：
- 《光学学报》
- 《中国激光》
- 《红外与毫米波学报》
- 《光子学报》
- 《光谱学与光谱分析》
- 《中国激光医学杂志》
- 《光机电信息》
- 《Chinese Optics Letters》

## 颁发奖项
- 王大珩光学奖
- 中国光学科技奖